# Włodzimierz Koperkiewicz
Włodzimierz Koperkiewicz – opoczyński regionalista, opiekun miejsc pamięci narodowej, społeczny opiekun zabytków, przewodnik wycieczek, miłośnik historii i etnografii Ziemi Opoczyńskiej. 

## Życie
Włodzimierz Bonifacy Koperkiewicz urodził się 14 maja 1935 roku w Opocznie w rodzinie Marianny z domu Cieślik i Konstantego Koperkiewicza. 

### Edukacja
We wrześniu 1942 r. rozpoczął naukę w Szkole Powszechnej w Opocznie. W czasie okupacji hitlerowskiej uczęszczał także na tajne komplety. Po zakończeniu II wojny światowej podjął naukę w Gimnazjum Ogólnokształcącym w Opocznie. W tym czasie wstąpił do nielegalnej organizacji „Czarny Orzeł”, która miała na celu „walkę z ustrojem Polski Ludowej”. Na potrzeby działań w ramach organizacji „Czarny Orzeł” przyjął pseudonim „Koper”. W 1952 roku wraz z innymi członkami tej organizacji osadzono go w celach Wojewódzkiego Urzędu Bezpieczeństwa Publicznego w Kielcach. Dalszą naukę kontynuował w Technikum Mechaniczno-Odlewniczym w Końskich, gdzie zdobył wykształcenie techniczne. 

### Praca zawodowa
Pierwszą pracę podjął w parowozowni PKP w Skarżysku Kamiennej. W latach 1957–59 odbył służbę wojskową w 25 Pułku Lotnictwa Myśliwskiego w Pruszczu Gdańskim. Po zakończeniu służby wojskowej przez wiele lat pracował w Inspektoracie Ruchu Drogowego Komendy Powiatowej Milicji Obywatelskiej kolejno w Końskich, Opocznie i Przysusze. Służbę w Milicji Obywatelskiej zakończył w 1975 r. jako rencista. Na przełomie lat 80. i 90. XX w. pracował również w Muzeum Regionalnym w Opocznie. 

### Działalność pozazawodowa
Włodzimierz Koperkiewicz z pasją badał dzieje regionu opoczyńskiego. Opracowywał dokumentację m.in. wydarzeń historycznych, zabytków, grobów wojennych, elementów architektury sakralnej i miejsc pamięci narodowej. W tym zakresie współpracował ściśle z Muzeum Regionalnym w Opocznie. Założył i stale wzbogacał prywatną kolekcję pamiątek historycznych, które w ten sposób ratował przed zniszczeniem. Przez wiele lat współpracował z lokalnymi władzami i szkołami w zakresie propagowania wiedzy o regionie. Był inicjatorem, pomysłodawcą, a czasami i projektantem kilku pomników i miejsc pamięci, na przykład tablicy upamiętniającej powstańców styczniowych więzionych w Opocznie i pomnika ku czci powstańców styczniowych w Opocznie. Dzięki jego staraniom uratowano od likwidacji cmentarz wojenny w Rudzie Malenieckiej. 
Był autorem szeregu artykułów prasowych i publikacji na temat dziejów regionu, a także walorów przyrodniczych ziemi opoczyńskiej. Jego opracowania były publikowane na łamach wielu polskich i zagranicznych gazet i czasopism, takich jak Wolny Obserwator, Wieści Opoczyńskie, TOP, Echo powiatu, Słowo Ludu, Głos Robotniczy, Wrocławski Tygodnik Katolików, Za i Przeciw, Łódzkie Studia Etnograficzne, Prawo i Życie, Przegląd Prawosławny, Natanael, Wiadomości Dnia, Ave, Informator Opoczyński, Zeszyty Historyczne Światowego Związku Żołnierzy Armii Krajowej, Wrocławska Gazeta Polska, Dziennik Łódzki, Goniec Świętokrzyski, Ekspres Wieczorny, Słowo Powszechne, W Służbie Narodu, Polityka, Dziennik Ludowy, Wołyń Bliżej, Wołyń (Ukraina), Wiczje (Ukraina), Kołchozowa Prawda, Czerkaska Prawda (Ukraina), Kaliningradzka Prawda (Rosja) i wiele innych.  
Ponadto był autorem monografii Zakładów Drzewnych w Petrykozach i współautorem monografii Ochotniczej Straży Pożarnej w Opocznie. W ramach współpracy z muzeum regionalnym opracował kartotekę małych i dużych form sakralnych Ziemi Opoczyńskiej oraz kartotekę osób zasłużonych dla Opoczna. W 2003 r. Staszowskie Towarzystwo Kulturalne wydało jego książkę pod tytułem „Prowincjałki opoczyńskie” stanowiącą zbiór opisów zdarzeń i biografii obejmujących swym zasięgiem czasowym kilka wieków historii Opoczna. Włodzimierz Koperkiewicz był również autorem dwóch rozdziałów książki „Opoczno Studia i szkice z dziejów miasta” napisanej pod redakcją Marty Meduckiej i wydanej w 2003 r. przez Kieleckie Towarzystwo Naukowe.   
Na antenie Telewizji Łódź, Telewizji Lwów i Telewizji Wołyńskiej można było obejrzeć wywiady z Włodzimierzem Koperkiewiczem dotyczące cmentarzy wojskowych i przebiegu działań wojennych.  
Za całokształt osiągnięć został awansowany na stopień porucznika lotnictwa.  
Włodzimierz Koperkiewicz zmarł 13 listopada 2022 r. w Opocznie. Został pochowany w rodzinnym grobie na cmentarzu parafialnym w Opocznie przy ul. Moniuszki.  

## Odznaczenia i nagrody
- Trzykrotnie przyznana odznaka Przyjaciela Dziecka (1965,1975,1988)
- Odznaka Zasłużony Działacz Kultury (1983)
- Nominacja na Honorowego Podporucznika Polskich Sił Zbrojnych na Zachodzie w Londynie (1989)[7]
- Krzyż Kawalerski Orderu Odrodzenia Polski (1992)
- Order św. Marii Magdaleny III stopnia za pracę dla dobra cerkwi (1992)
- Wyróżnienie im. Krystyny i Bolesława Singlerów nadane przez Polcul Foundation (1996) za „pracę społeczną na terenie Opoczna”[8]
- Patent Weterana Walk o Wolność i Niepodległość Ojczyzny (2001)
- „Opocznianin roku” (2005)[4]
- Krzyż Oficerski Orderu Odrodzenia Polski (2010)[9]

## Kontrowersje
Chociaż był miłośnikiem historii regionu opoczyńskiego i miał ogromną wiedzę w tej dziedzinie, nie uniknął błędów podczas opracowywania informacji zamieszczonych następnie na dwóch tablicach pamiątkowych: pierwszej, poświęconej rzekomym ukraińskim ofiarom nieistniejącego w Opocznie Stalagu XIIc oraz drugiej, poświęconej pamięci żołnierzy węgierskich armii okupacyjnych dwukrotnie stacjonujących w Opocznie. Ministerstwo Kultury i Dziedzictwa Narodowego nakazało zmianę błędnych informacji. Podobna sytuacja miała miejsce podczas opracowywania nazwisk umieszczonych pierwotnie na pamiątkowych tablicach pomnika Katyńskiego w Opocznie. Ostatecznie tablice zostały wymienione, a sporne nazwiska usunięte.